# Tomasz Cielebąk
Tomasz Rajmund Cielebąk (ur. 12 marca 1976 w Ostrowie Wielkopolskim) – polski koszykarz, występujący na pozycji skrzydłowego, obecnie asystent trenera VBW Arki Gdynia.

## Osiągnięcia

### Zawodnicze
Drużynowe
- Mistrz Polski (1996, 2001)
- Zdobywca:
  - superpucharu Polski (2000)
  - pucharu Polski (2009, 2011)
- Uczestnik rozgrywek:
  - Suproligi (2000/01)
  - FIBA EuroCup (1996/97)

Indywidualne
- Uczestnik meczu gwiazd – Polska – gwiazdy PLK (2000)[1]
- Debiutant roku PLK (1996)[2]

Reprezentacja
- Uczestnik mistrzostw Europy U–16 (1993 – 11. miejsce)[3]

### Trenerskie
(* – jako asystent)
- Mistrzostwo Polski:
  - kobiet (2020, 2021[4])*
  - juniorek starszych (2016)[5]
- Brąz mistrzostw Polski kobiet (2022[6], 2024[7])*
- Puchar Polski kobiet (2021)*[8]
- Superpuchar Polski kobiet (2020)*[9]
- Finał:
  - Pucharu Polski kobiet (2022)*[10]
  - Superpucharu Polski kobiet (2021*[11], 2022[12])